# 海の森公園
海の森公園（うみのもりこうえん、英: Umi-no-Mori Park）は、東京港の中心にある東京都江東区海の森に建設された都立の海上公園（東京都港湾局所管）である。1973年（昭和48年）から1987年（昭和62年）にかけて埋め立てられた1,230万トンのごみと建設発生土の上に立地し、東京都区部で最も広い公園となる。

## 概要
2005年（平成17年）2月24日に開催された第74回東京都港湾審議会において答申された構想である。2007年から本格的に植樹を開始し、30年をかけて完成させる予定。
当地区では、1996年（平成8年）の全国植樹祭にて当時の天皇・皇后がお手植え・お手まきを行い、2018年（平成30年）の第42回全国育樹祭では当時の皇太子・皇太子妃が手入れをした。
2020年東京オリンピックでは、総合馬術とカヌースプリント・ボート競技の会場として使われた。これに伴い馬術競技の仮設競技場の建設と、中央防波堤内側埋立地と同外側埋立地の間の水路を利用して海の森水上競技場の建設が行われ、海の森水上競技場は2019年5月までに施設が完成した。
資源循環型の森作りを目標とするため、公園で使用されている堆肥は都内で剪定した枝葉をリサイクルして作っている。
当初、2020年東京オリンピックまでの開園予定となっていたものの、開園はその後延期され、2019年（令和元年）6月1日に水上競技場エリアが一部開園し、2025年（令和7年）3月28日に全面開園（グランドオープン）を迎えた。

## 帰属
所在する中央防波堤内側埋立地の帰属に関して江東区と大田区が争い、東京都の和解案に対し大田区が反発して裁判を起こしていたが、2019年の東京地方裁判所判決において、海の森水上競技場を含む海の森公園部分が江東区に帰属することが定められ、この判決を江東区・大田区の双方が受け入れる形で最終的に決着を見た。翌2020年の町名設定・住居表示実施により、公園全域が江東区海の森三丁目に含まれることとなった。

## 海の森の基盤工事
- 「海の森」は昭和48年から昭和62年にかけて1,230万トンのごみと建設発生土などを交互に埋め立てるサンドイッチ構造で造成した埋立地である。高さ30メートルの「ごみの山」を森にするために、堆肥、土壌改良材、優良土、建設発生土を配合した厚さ1.5メートルの表層土による植栽基盤づくりを行った。完成までに必要な堆肥は、街路樹から発生する剪定枝葉を肥料化したものを活用。資源循環とコストカットを実現している。
- 「海の森」の中央部には、イベント会場やいこいの場となる「つどいの草原」や、林間レクリエーションが楽しめる「ふれあいの森」がある。基盤整備では、海からの強風や塩分を含む風からこれらの広場を守るために、土塁を設け、強風や塩害に強い常緑樹を植えた「風の森」の整備を優先的に進めている。「風の森」が防風・防潮林としての役割を果たすことで、広場の植物や環境が守られ、イベントの開催や市民の参加を容易なものにしているのである[11]。

## 海の森公園の植栽
- 海に面し、強い潮風があたる「風の森」という斜面林では、シイやタブノキを中心とした海岸性の森づくりが進められてきた。苗木は関東地区産の苗木のみを選定し、遺伝子のかく乱を防いでいる。潮風に強い樹木が生長すると、それらに守られるように他の植物が育ち、やがて昆虫や鳥をはじめとした多くの動物が集まってくる。既に多くの生物が確認されており、少しずつ多様性に富む森へと変化している。
- タブノキなどの常緑種を主体に、オオシマザクラやヤマグワなどの落葉樹も混ぜて植栽し、混交林を目指している。生物に配慮した「観察と保全の森」では、ヤマモモなど鳥や昆虫の食餌木となる樹種も多く植えている。さまざまな自然の力を得ながら、豊かで多様性のある森を育てていくものである。全域（88ha）を調査し、生育する植物個体を記録している（フロラ調査、毎年夏季1回）[12]。

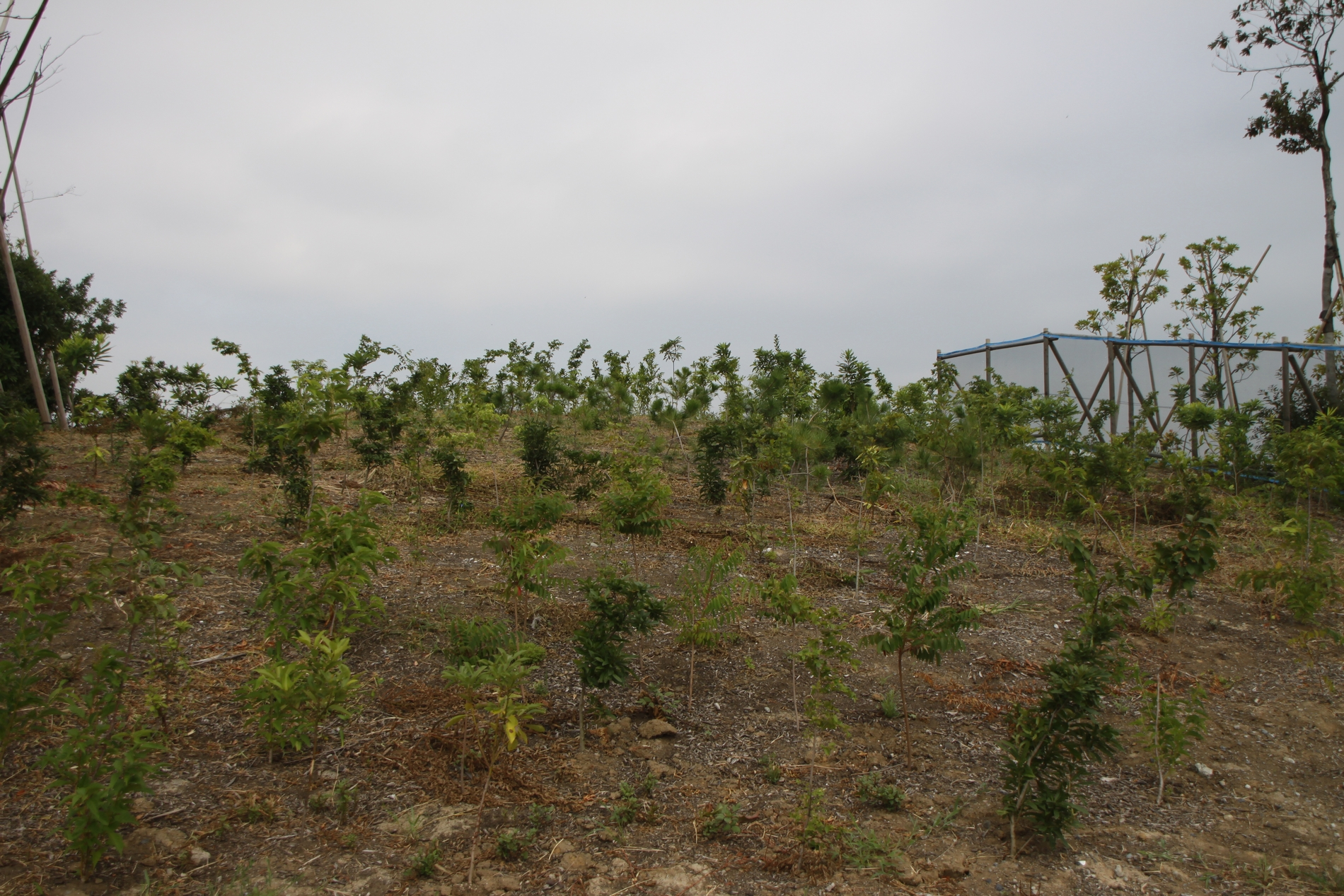
平成21年度植樹地の様子 （2010年8月）
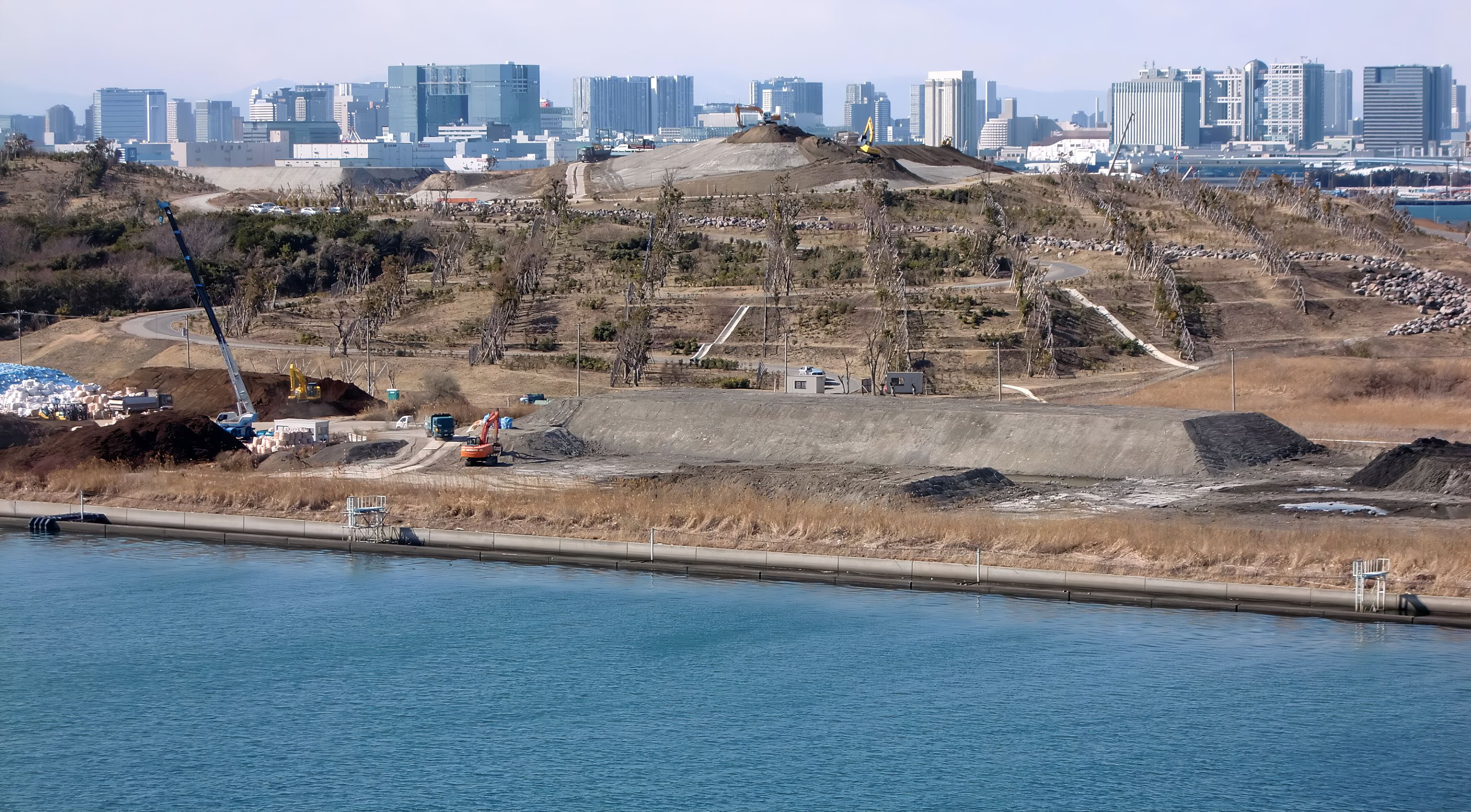
海の森公園・2012年2月21日
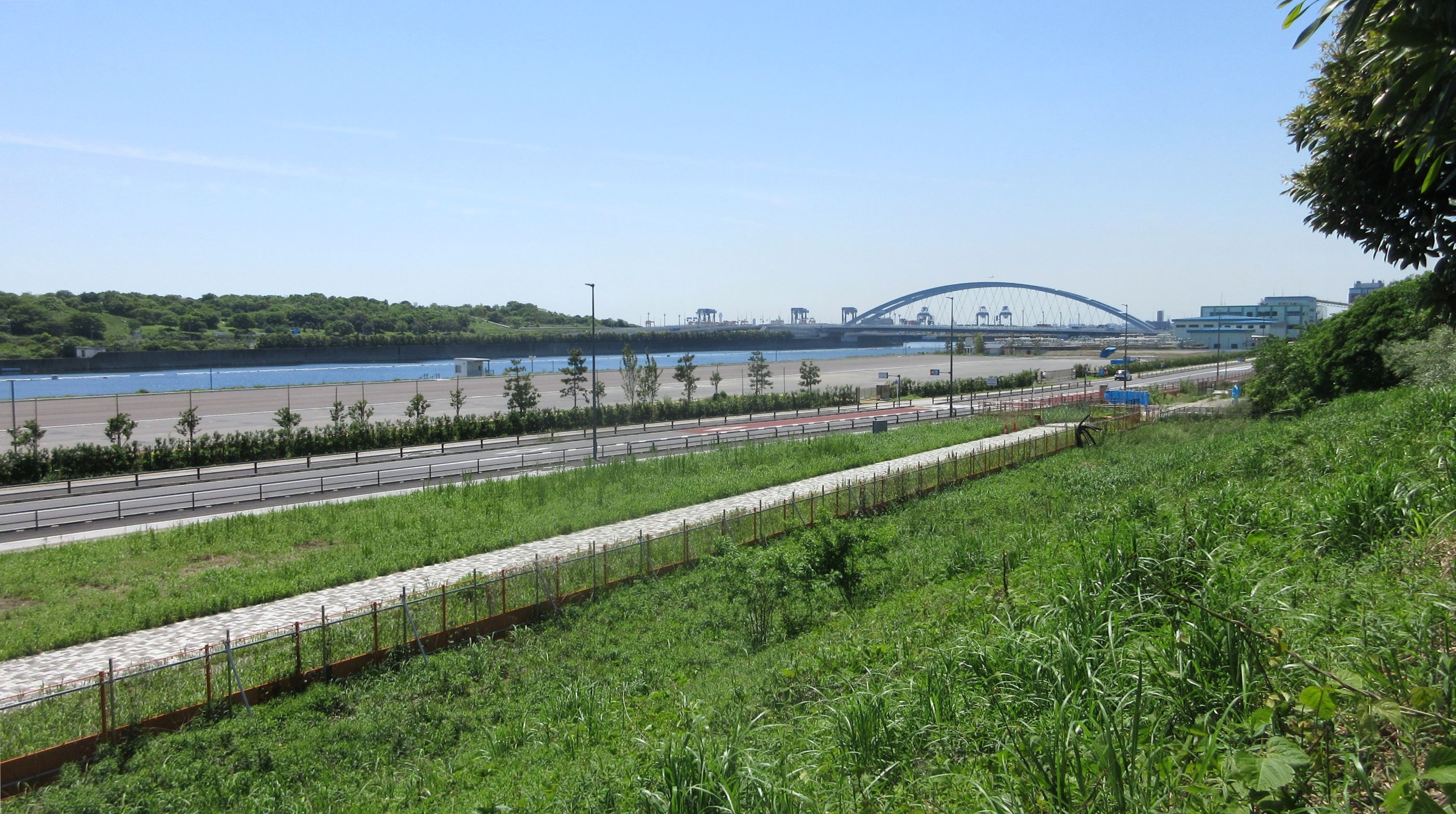
公園内より海の森大橋を望む
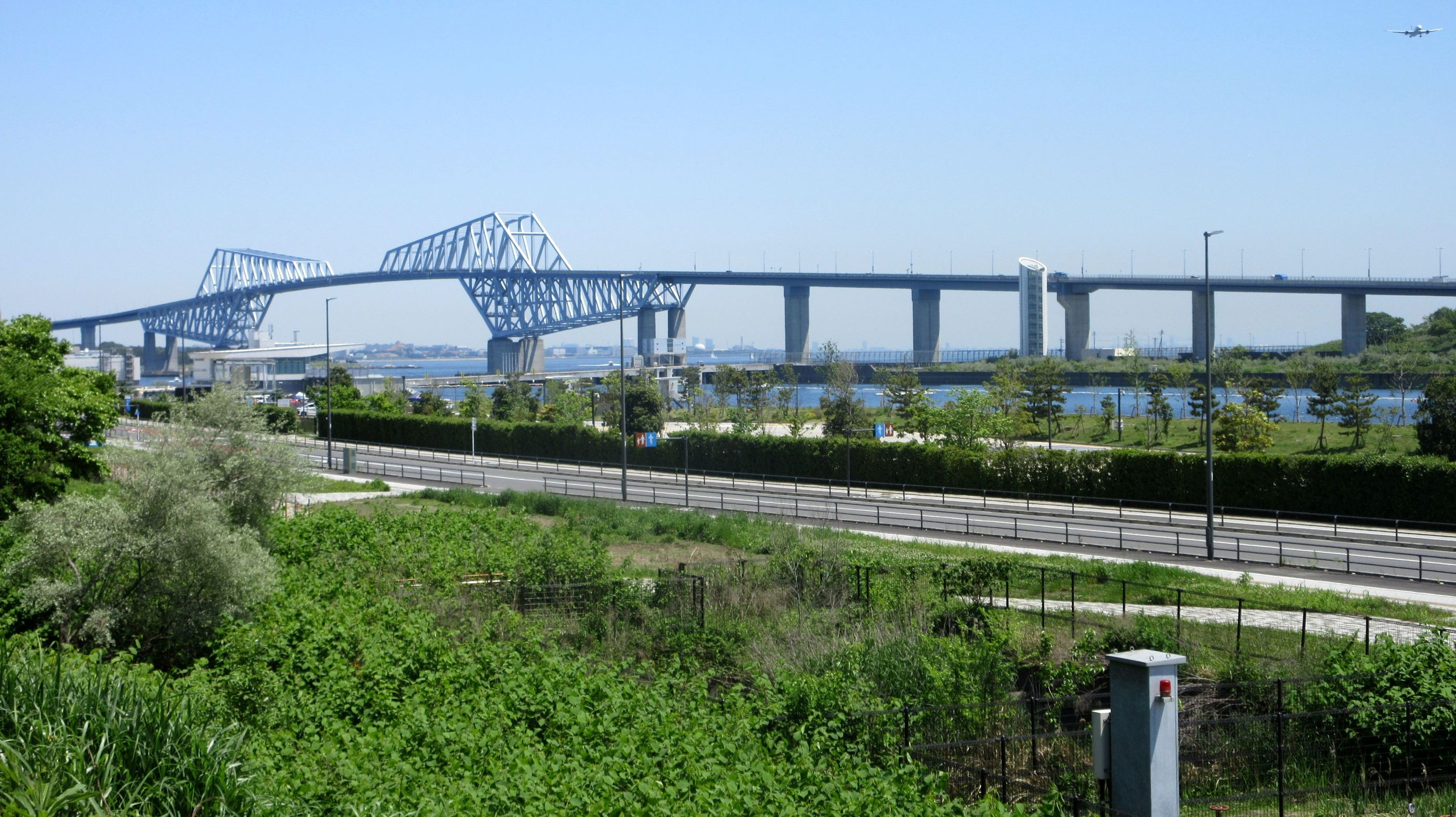
公園内より東京ゲートブリッジを望む
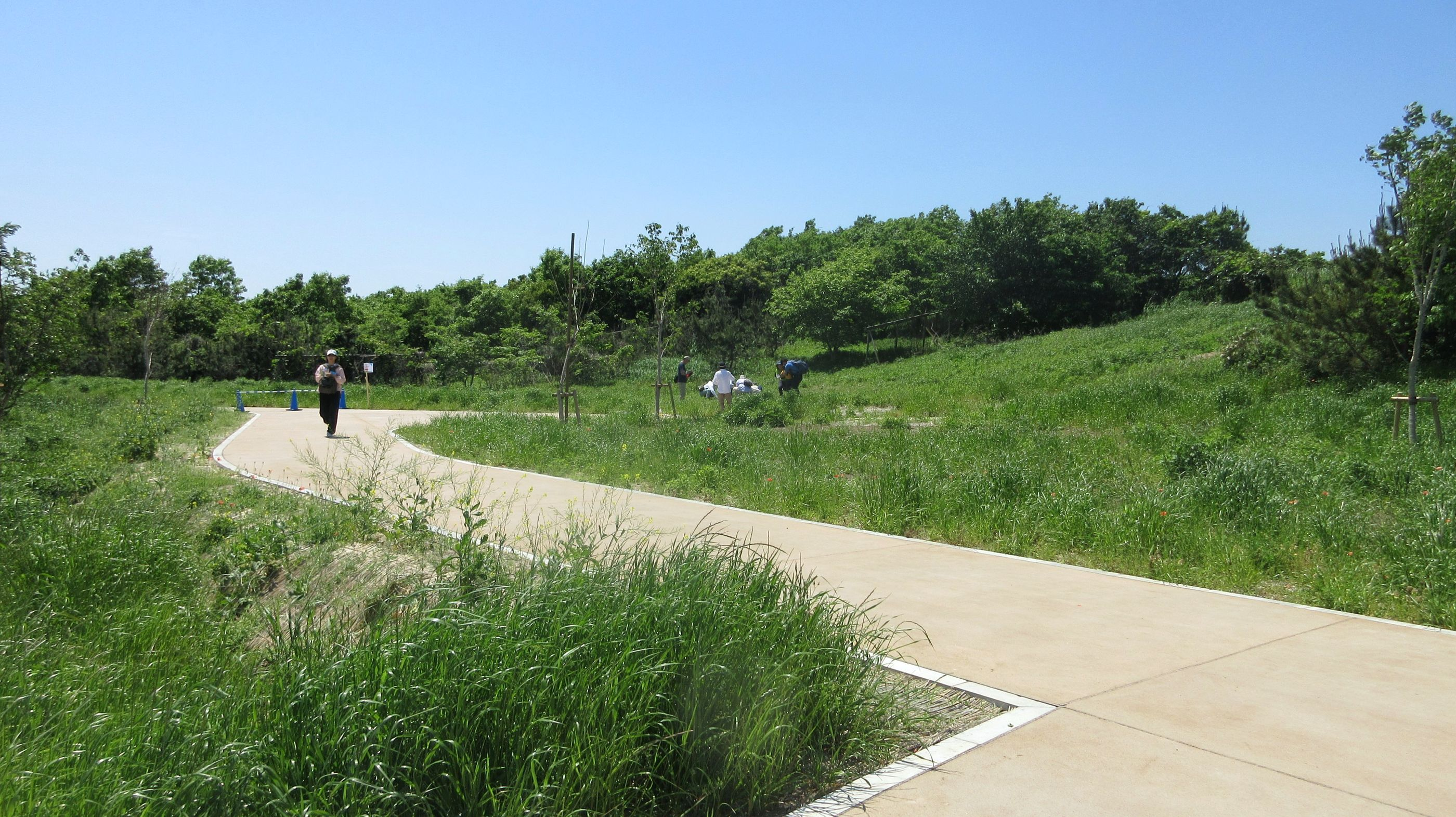
スロープを進んで公園中心部へ入る
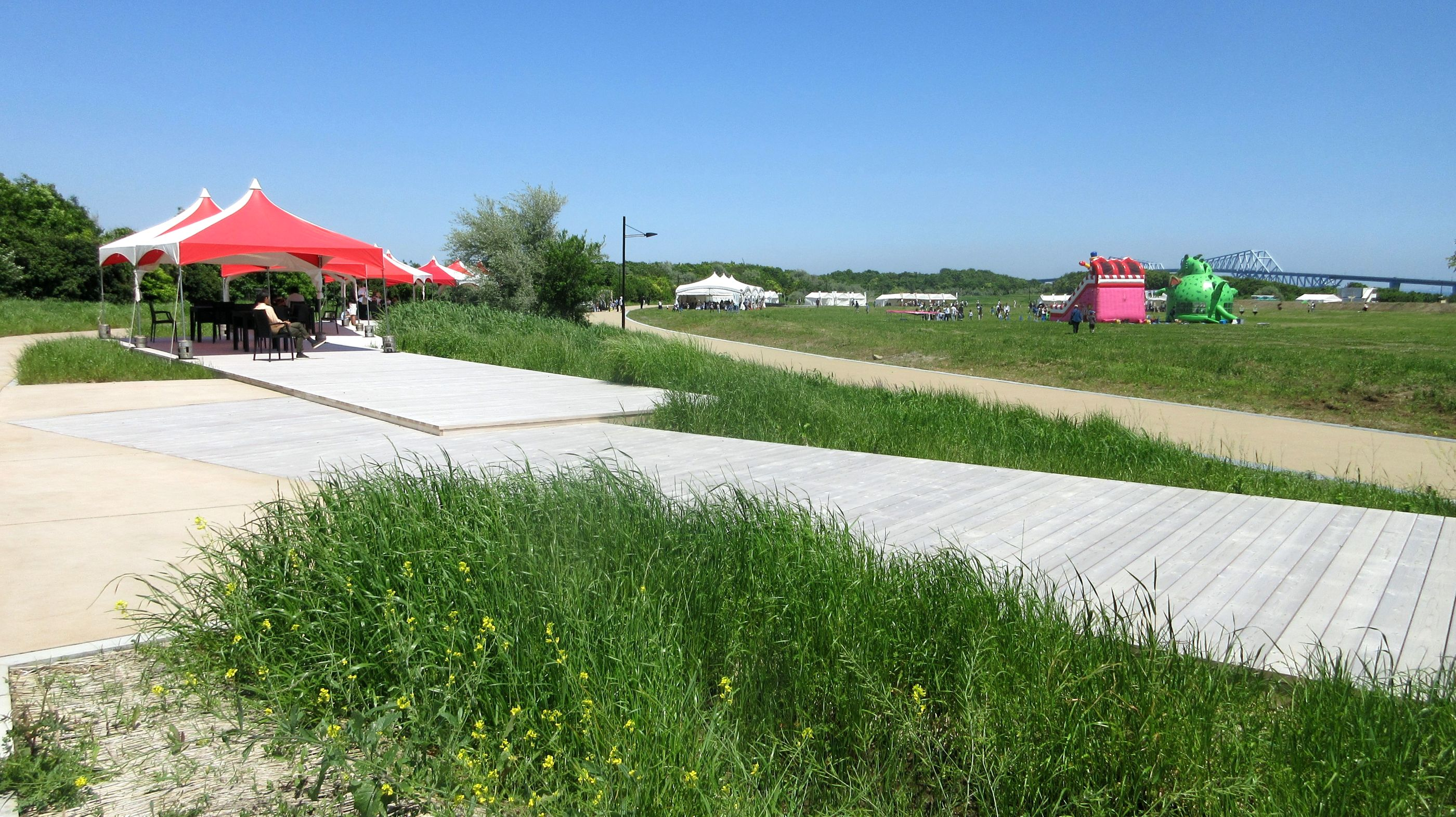
テラスから広場を眺める
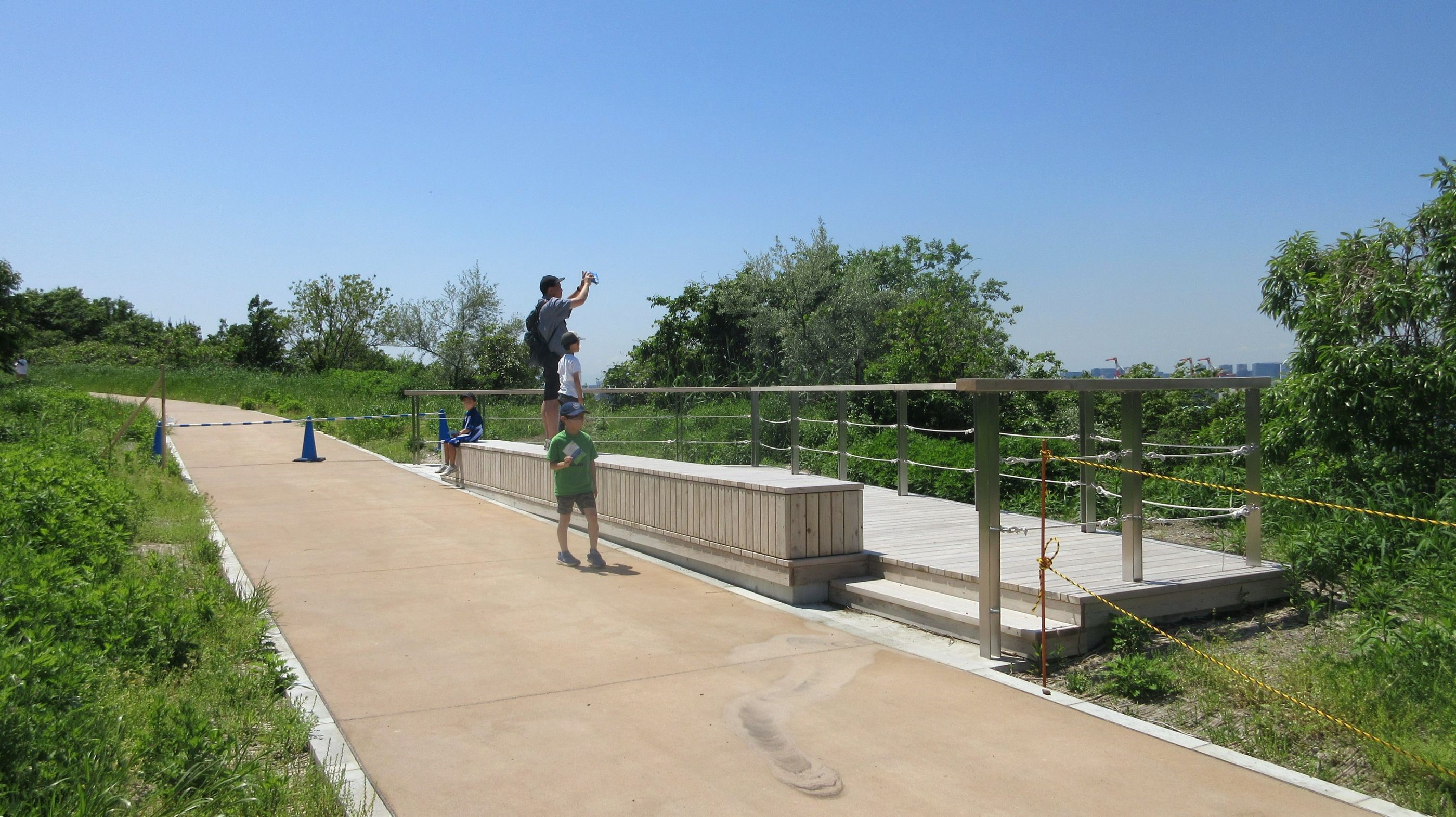
展望台とウッドベンチ
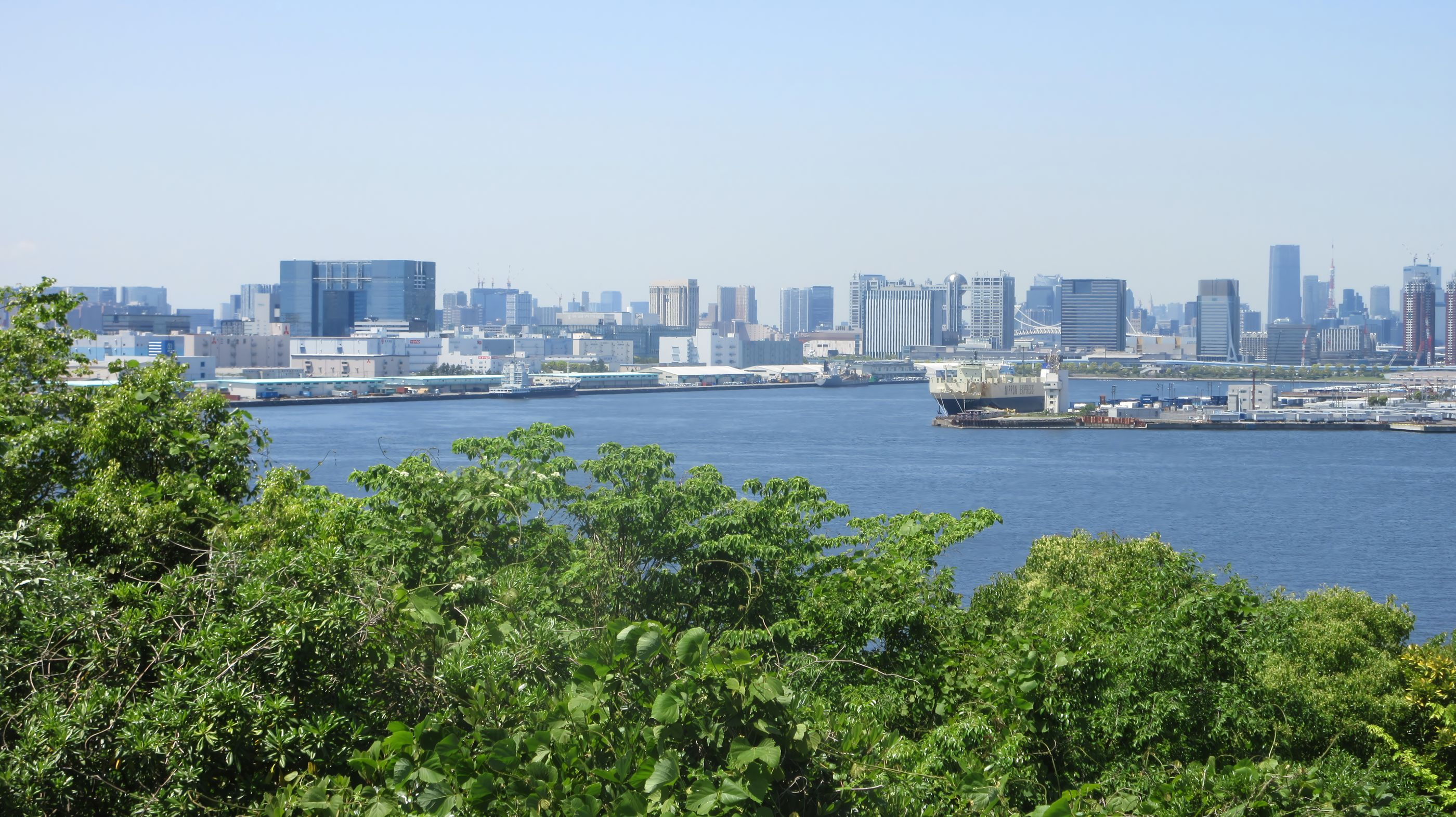
展望台からの眺望(お台場方面)

## 公園内施設
- 西の小山 - 東京湾側から東京都心部を一望できる特別な眺望が味わえる。
- 見晴らし坂 - 2020年東京オリンピックにおいてクロスカントリー会場として利用された。草原・林を一望、草そり遊びなどを実施
- つどいの草原・ふれあいの林 - 公園中央部にあり、親子でのピクニックやボール遊びや自然観察、広大な空間を活用した大型イベントの開催などを想定している。
- 東の小山 - 東京ゲートブリッジや遠く房総半島方面を一望できる。
- 風の森 -  ボランティアや子供レンジャー等による協働の森づくりが推進され、四季折々の自然観察ができる。
- こども広場 - 芝生、多目的広場、ユニバーサルデザイン遊具を設置する。
- わいわい広場 - 高さ14ｍのタワー型遊具、ユニバーサルデザイン遊具を設置しており、バーベキューも楽しめる。
- 海の森ビジターセンター -  豊かな自然環境の魅力を発信する展示を行い、多様な環境学習プログラムを提供する[13]。
- 海の森水上競技場

## アクセス
- りんかい線東京テレポート駅、ゆりかもめ東京国際クルーズターミナル駅、テレコムセンター駅より都営バス波01系統の海の森水上競技場行きにて海の森公園にて下車。
- 東京都が2025年7月1日から2026年3月31日まで（年末年始除く）新木場駅から海の森公園まで自動運転バスを実証運行中（無料運行）。